# Alec Baldwin

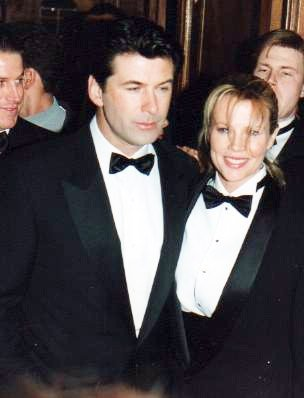
Alex Baldwin tillsammans med dåvarande hustrun Kim Basinger på César du cinéma 1994.

Alexander Rae "Alec" Baldwin III, född 3 april 1958 i Massapequa, Long Island, New York, är en amerikansk skådespelare och filmproducent.

## Biografi
Alec Baldwin är äldre bror till Daniel, William och Stephen Baldwin. Alec Baldwin var gift med skådespelaren Kim Basinger 1993–2001, och de har ett barn tillsammans. I juni 2012 gifte Baldwin om sig med yogainstruktören Hilaria Baldwin (Hillary Lynn Hayward-Thomas). Paret har sju barn tillsammans.
År 2003 Oscarsnominerades han i kategorin Bästa manliga biroll för sin roll i The Cooler. Baldwin medverkade i TV-serien 30 Rock från starten 2006 i rollen som Jack Donaghy. För denna roll har han tilldelats tre Golden Globe Awards och två Emmy Awards. Han är även en av de värdar som återkommit flest gånger till Saturday Night Live. Baldwin och tidigare hustrun Kim Basinger har medverkat som röstskådespelare, i rollerna som sig själva, i den tecknade TV-serien The Simpsons. 
Tillsammans med Steve Martin var han värdpar för Oscarsgalan 2010.
Alec Baldwin är vegetarian och förespråkare för djurens rättigheter sedan 1990-talet.

## Filmografi i urval
- 1988 – Working Girl
- 1988 – Gift med maffian
- 1988 – Beetlejuice
- 1990 – Jakten på Röd Oktober
- 1991 – Blondinen som alltid sa ja
- 1992 – Glengarry Glen Ross
- 1993 – Skenet bedrar
- 1994 – Getaway - rymmarna
- 1994 – The Shadow
- 1997 – På gränsen
- 1998 – Kod Mercury
- 1998 – Thick as Thieves
- 1998-2003 – Thomas & vännerna (berättarröst)
- 1999 – Notting Hill
- 1999 – Outside Providence
- 2000 – Thomas and the Magic Railroad
- 2000 – Nürnbergrättegången
- 2000 – State and Main
- 2001 – Final Fantasy: The Spirits Within (röst)
- 2001 – Som hund och katt (röst)
- 2001 – Pearl Harbor
- 2002 – Okänd identitet
- 2003 – Katten
- 2003 – The Cooler
- 2004 – Fairly Odd Parents (TV-serie) (röst till Timmy som vuxen i Channel Chasers)
- 2004 – The Aviator
- 2004 – ...och så kom Polly
- 2004 – Svampbob Fyrkant – Filmen (röst)
- 2005 – Elizabethtown
- 2005 – Fun with Dick and Jane
- 2006–2013 – 30 Rock (TV-serie)
- 2006 – Minis first time
- 2006 – The Departed
- 2006 – Den innersta kretsen
- 2007 – Shortcut to Happiness
- 2007 – Surburban Girl
- 2008 – Madagaskar 2 (röst)
- 2008 – My Best Friend's Girl
- 2009 – Allt för min syster
- 2009 – It's Complicated
- 2011 – Hick
- 2012 – Förälskad i Rom
- 2012 – De fem legenderna (röst)
- 2012 – Rock of Ages
- 2013 – Blue Jasmine
- 2014 – Torrente 5
- 2014 – Still Alice
- 2015 – Aloha
- 2015 – Andron
- 2015 – Mission: Impossible – Rogue Nation
- 2015 – Concussion
- 2016 – Knockout
- 2016 – Paris Can Wait
- 2016 – Blind
- 2016 – Rules Don't Apply
- 2017 – Baby-bossen (röst)
- 2017 – An Imperfect Murder
- 2018 – BlacKkKlansman
- 2018 – Mission: Impossible – Fallout
- 2018 – A Star Is Born
- 2019 – Before You Know It
- 2019 – Drunk Parents
- 2019 – Crown Vic
- 2019 – Motherless Brooklyn
- 2019 – Operation Nordpolen (röst)
- 2020 – Pixie
- 2020 – Chick Fight
- 2021 – Baby-bossen 2: Familjeföretaget (röst)
- 2022 – Tár
- 2023 – 97 Minutes